# Ernst Bucher
Ernst Bucher (* 21. Juni 1934 in Zürich; † 6. März 2022) war ein Schweizer Physiker und Hochschullehrer. Er galt als Pionier im Bereich der Solarforschung.

## Werdegang
Bucher studierte zunächst Mathematik und Physik an der ETH Zürich. 1962 wurde er mit Auszeichnung promoviert. Nach Zwischenstationen in Genf und in den Vereinigten Staaten wurde er 1974 Ordinarius für Angewandte Festkörperphysik an der Universität Konstanz, wo er 2002 emeritiert wurde. Zwischen 1978 und 1994 war er dort zudem Leiter des Zentrums II für Solarenergie. Nach seiner Emeritierung gründete er 2006 das Solarforschungsinstitut ISC in Konstanz.
Der Schwerpunkt seiner Forschung lag auf der Materialwissenschaft für alternative Energien, insbesondere Verbindungshalbleiter für die Photovoltaik, aber auch für Solarthermie oder die Wasserstoffspeicherung.
1992 wurde er Fellow der American Physical Society.
2013 wurde Ernst Bucher mit dem Verdienstorden des Landes Baden-Württemberg ausgezeichnet.